# Видовићи (Босанско Грахово)
Видовићи су насељено мјесто у Босни и Херцеговини у Општини Босанско Грахово које административно припада Федерацији Босне и Херцеговине. Према попису становништва из 1991. у насељу је живјело 89 становника.

## Становништво
| Националност       | 2013. | 1991. | 1981. | 1971. | 1961. |
| Срби               | 16    | 85    | 69    | 105   | 122   |
| Југословени        |       | 4     | 16    |       |       |
| остали и непознато | 2     |       |       |       |       |
| Укупно             | 18    | 89    | 85    | 105   | 122   |

| Демографија | Демографија | Демографија |
| Година      | Становника  | Становника  |
| ----------- | ----------- | ----------- |
| 1961.       | 122         |             |
| 1971.       | 105         |             |
| 1981.       | 85          |             |
| 1991.       | 89          |             |